# Helina confinis
Helina confinis este o specie de muște din genul Helina, familia Muscidae. A fost descrisă pentru prima dată de Wulp în anul 1896. Conform Catalogue of Life specia Helina confinis nu are subspecii cunoscute.